# 東京大学東洋文化研究所
東京大学東洋文化研究所（とうきょうだいがくとうようぶんかけんきゅうじょ、英語: Institute for Advanced Studies on Asia, The University of Tokyo）は、東京大学の附置研究所で、東洋の文化の総合的研究を目的として設置された研究所である。主に人文・社会科学の研究者が所属し、アジア地域の文学、歴史、社会、政治、経済などの研究・教育を行っている。
略称は東文研、IOC（IOC は2009年までの英称 The Institute of Oriental Culture, The University of Tokyo の略である）。

## 概要
昭和初期の国策による東洋研究推進の流れに乗り、1941年、当時の東京帝国大学に設置される。附属図書館内に研究室と事務室を置き、研究部門の組織は研究分野別に分かれていた。
当初は哲学・文学・史学部門、法律・政治部門、経済・商業部門の3部門であったが、1948年に廃止された東方文化学院を吸収し1949年には部門の細分化が行われる。哲学・宗教部門、文学・言語部門、歴史部門、美術史・考古学部門、法律・政治部門、経済・商業部門の6部門となるとともに、大塚にあった旧東方文化学院建物に研究部門の一部が移転した。
1951年の部門改正では地域別の部門構成が導入され、汎アジア経済部門、汎アジア人文地理学部門、汎アジア文化人類学部門、東アジア政治・法律部門、東アジア歴史部門、東アジア美術史・考古学部門、東アジア哲学・宗教部門、東アジア文学部門の8部門に再編。以後、東アジア以外の地域の研究者の増加とともに南アジア、東北アジア、西アジア、東南アジアなどの研究講座が拡充され1978年までに13部門となった。
現在の建物は、1967年に完成した本郷キャンパス構内（旧：懐徳館跡地）に地上8階地下1階の合同庁舎で、大塚の施設を統廃合し総合研究資料館（現：総合研究博物館）と同居する形で移転した。
1980年代に入るとアジア地域が世界情勢に占める重要性が増し、アジア地域研究に対する社会的な要請が大きくなったことから研究所の充実と拡大を目指して大規模な組織の再編成が行われ、1981年に13部門を地域別に再編して汎アジア部門、東アジア部門、南アジア部門、西アジア部門の4部門体制とした。また、この時期には組織の拡張と図書室の蔵書漸増に伴い施設の狭隘が問題となり、1983年に総合研究資料館と施設を交換分合、旧合同庁舎全館を研究所とした。
1999年には附属東洋学文献センター（1966年設置）を廃止、代わって東洋学研究情報センターを新設し、東洋学文献センターで実施されていた資料のドキュメンテーション研究を引き継ぐとともに、造形資料の研究やアジア研究資料のデータベース化などを行い、アジア全域にわたる文献・造形資料、および社会情報の蓄積と発信事業を進めている。日本のアジア地域研究の研究・情報センターを目指している。
本郷キャンパスの建物の門前には、旧東方文化学院（現：拓殖大学国際教育会館）前に置かれていた獅子像が移設されている。研究所庁舎内にある図書室はアジア地域およびそれと関係の深い北アフリカ地域の政治・経済・歴史・文学・芸術・宗教など、様々な分野に関する資料を所蔵しており、日本国内屈指のアジア地域研究専門図書館の一つである。

## 組織

### 研究部門
プロジェクト研究は、文部科学省・日本学術振興会科学研究費等外部資金による研究調査のほか、各研究部門の下に設置されている班単位で行われる研究がある（班研究のテーマは2023年4月閲覧時点のもの）。
- 汎アジア研究部門 - アジア諸地域における社会・文化の変容過程
  - 南アジア北部における人類学的研究の再検討
  - 中台関係の総合的研究
  - アジアにおける多言語状況と言語政策史の比較研究
  - 東アジアの安全保障研究
  - 東アジアにおける「民俗学」の方法的課題
  - 英語でなされるアジア学教育プログラムに関する研究
  - アジアにおける秩序形成・変容に関する研究

- 東アジア第一研究部門 - 東アジアにおける国家権力と社会経済構造
  - 中国法研究における固有法史研究、近代法史研究及び現代法研究の総合の試み
  - 中国古代文献の成立に関する多角的研究

- 東アジア第二研究部門 - 東アジアにおける多元的文化の形成と展開
  - 現存する中国絵画の包括的再検討
  - 仏教美術に関する資料収集と比較研究
  - 中国学における概念マップの再構築
  - アジア資料・情報の再編と可視化

- 南アジア研究部門 - 環ベンガル湾地域における文明・文化の交錯
  - 南アジア農村社会の歴史的研究
  - 中国禅宗語録の研究
  - 上座部文献の研究
  - 往来型フィールドワークがつくる社会生活

- 西アジア研究部門 - 西アジア文化の歴史的形成と現代的課題
  - ペルシア語文化圏研究
  - イスラーム美術の諸相
  - 「スンナ派」と「シーア派」：自己意識と相互認識のイスラーム史

- 新世代アジア部門 - アジアに関する新たな研究領域の開拓
- 国際学術交流室
- 情報・広報室

### 附属施設
- 東洋学研究情報センター